# Ribje oko (objektiv)
Ribje oko (v angleščini »Fisheye«) je objektiv, ki omogoča slikanje pri 180º zornem kotu. Poznamo ga v dveh različicah: 
- krožni objketiv pri katerem je goriščna razdalja okoli 8 mm in s katerim ustvarimo okroglo sliko v sredini črnega pravokotnika
- objektiv »full-frame« (polni okvir) z 15 mm goriščno razdaljo in z zelo popačeno in zakrivljeno sliko, ki zapolni okvir.

- Primer objektiva »ribje oko«
- Primer fotografije posnete z objektivom »ribje oko«